# 292 a.C.

## Eventos
- Quinto Fábio Máximo Gurges e Décimo Júnio Bruto Esceva, cônsules romanos.[1][2]
- Ápio Cláudio Cego foi nomeado ditador em 292 a.C.. em Roma.
- 122a olimpíada: Antígono da Macedônia, vencedor do estádio. Ele também vence na olimpíada seguinte.[3]